# Monument la mormântul comun al ostașilor căzuți în 1944 (Larga)
Monumentul la mormântul comun al ostașilor căzuți în 1944 este un monument amplasat în Larga, raionul Briceni, Republica Moldova. Este un monument istoric de importanță națională inclus în Registrul monumentelor Republicii Moldova ocrotite de stat cu nr. 129 (raionul Briceni).